# Worst Case Scenario (2014)
Worst Case Scenario ist eine deutsche Film im Film - Komödie von Franz Müller, die am 30. Juni 2014 ihre Uraufführung beim Filmfest München feierte und am 2. Juli 2015 in die deutschen Kinos kam. Der Spielfilm entstand vor dem Hintergrund einer kurzfristig gescheiterten Filmfinanzierung und wurde mit einem geringen Budget realisiert.

## Inhalt
Der Regisseur Georg möchte gemeinsam mit der Kostümbildnerin Olga, seiner Ex-Freundin, während der Fußball-Europameisterschaft 2012 eine Komödie auf einem Campingplatz in Danzig drehen. Es soll seine erste Autoren-Komödie für ein Mainstream-Publikum sein. Doch die Arbeitsbedingungen sind für Georg nicht ideal. Einen Monat vor Beginn der Dreharbeiten hat sich Olga von ihm getrennt, weil er keine Familie gründen möchte. Außerdem springt die Filmproduzentin und Geldgeberin des Filmes am ersten Drehtag ab. Darauf quittieren dann auch nacheinander Teile der Filmcrew und der Darstellerinnen und Darsteller ihren Job. Doch trotz dieser Rückschläge und schwieriger Umstände, so sprechen die polnischen Darstellerinnen und Darsteller kaum Deutsch oder Englisch und es herrscht zeitweise Dauerregen, will Georg seinen Spielfilm realisieren und versucht mit immer wieder wechselnden Schauspielerinnen und Schauspielern und einem sich verkleinernden Team das Beste aus der Situation zu machen. Er passt die Handlung des Filmes der Drehsituation entsprechend an. So werden beispielsweise Bewohner des Danziger Campingplatzes als Laiendarsteller und Statisten in den Film eingebaut.
Inmitten des Chaoses erfährt Georg dann noch nebenbei, dass Olga von ihm schwanger ist, was ihn alles andere als erfreut. Zumal gerade sein aktuelles „Baby“, sein Filmprojekt, zu scheitern droht. Doch Georg bleibt trotzig. Der sein demotiviertes Team herumkommandierende Regisseur will unbedingt seine künstlerische Vision einer WM-Komödie umzusetzen. Sein Film ist ihm wichtiger, die Schwangerschaft seiner Ex-Freundin wird für ihn zur Nebenangelegenheit. Die enttäuschte Olga sucht derweil im polnischen Umfeld ihr Glück und landet dabei in den Armen des Setrunners. Doch Olga und Georg sind mit ihren Unterfangen zum Scheitern verurteilt. Am Ende bleibt den beiden zumindest die Gewissheit, dass ein Worst-Case-Szenario immer noch besser ist als wenn gar nichts geschieht.

## Produktion und Hintergrund
Worst Case Scenario entstand vor einem realen Hintergrund. Tatsächlich wollte der Regisseur Franz Müller nämlich während der Fußball-Europameisterschaft 2012 in Polen eine Fußballkomödie um die „Assi-Verwandtschaft“ des deutschen Torwarts Manuel Neuer drehen. Doch sechs Wochen vor Drehbeginn brach trotz bewilligter Filmfördergelder die Finanzierung für den Film zusammen. Müller drehte stattdessen eine Low-Budget-Komödie auf einem Danziger Campingplatz voller Fußballfans und benutzte den Umstand mit der missglückten Filmfinanzierung auch als inhaltliche Grundlage für seinen Spielfilm.

## Rezeption
Der Spielfilm erhielt von der deutschen Fachpresse größtenteils herausragende Kritiken.
Für den Filmkritiker Björn Schneider entwirft die mit polnischen Laiendarstellern und deutschen Schauspielprofis gedrehte und „größtenteils improvisierte Film-im-Film-Realsatire "Worst Case Scenario"“  „ein ebensolches auf herrlich komische, tragisch-absurde Art.“ Des Weiteren merkt er in seiner Kritik bei Programmkino.de an, dass Worst Case Scenario nicht „nur wegen der famosen Hauptdarsteller, sondern vor allem auch aufgrund der Vielzahl an gelungenen Ideen und schrulligen Nebenfiguren“ „bestens als die Fragilität zwischenmenschlicher und beruflicher Beziehungen entlarvender Film“ funktioniere. Auch die Redaktion der Zeitschrift Cinema.de sieht den Film in ihrer Kurzkritik als tragikomische, „zu Herzen gehende Realsatire.“ So ähnlich empfindet es ebenfalls der Filmkritiker Rudolf Worschech in seiner Kritik für epd Film. Er findet zwar, dass es Momente „großer absurder Komik und leisen Melodramas in diesem Film“ gebe, „der vom Scheitern eines Films handelt und von einem Team am Rande des Nervenzusammenbruchs.“ Allerdings kritisiert er, dass „wenn der noch nicht gedrehte Film immer mehr zu Farce“ werde, „man das Gefühl“ habe, dass „der Film über den Film“ mitunter „ein bisschen ins Leere“ laufen würde.
Harald Mühlbeyer attestiert Regisseur Franz Müller dagegen in seiner Kritik bei kino-zeit.de, dass er vor dem Hintergrund der Entstehungsgeschichte des Filmes stets „in all dem improvisierten, produktionstechnisch unausgereiften Drehchaos stets genau“ wisse, was er tue. „Und das macht auch die große Qualität seines Filmes aus: Wie genau er inszeniert wurde, dieses Chaos des Films im Film in der Hast der Produktion. Ganz genau hält die Kamera auf die Peinlichkeiten, auf die Entblößungen, denen keine der Figuren entgeht. Sehr klug setzt er das Stativ genau dann ein, wenn man eigentlich Wackelkamera erwarten würde — etwa, wenn die Sprache auf Lars von Triers Herangehensweise ans Filmen kommt…“, stellt Mühlbeyer im Anschluss fest.
Schon die eigentlich von Müller geplante Komödie über „die prollige Verwandtschaft des deutschen Nationaltorwarts Manuel Neuer, die während der Fußball-EM 2012 auf einem Campingplatz in Polen einfällt, um billige Eintrittskarten für das Finale zu ergattern“ hätte „dem deutschen Humorbetrieb gut zu Gesicht gestanden hätte“, wie Andreas Busche in seiner Filmkritik in der taz anmerkt. Dass der geplante Film dann „trotz Zusage von Fördergeldern kurzfristig nicht zustande“ kam, würde „vielleicht schon alles über den gegenwärtigen Stand der deutschen Komödie“ sagen. So zieht Busche in seiner Kritik das Fazit, dass man sich vielleicht „einfach damit abfinden“ muss, „dass Unfälle wie „Worst Case Scenario“ derzeit die einzigen Lichtblicke in der deutschen Komödie sind.“
Der Filmkritiker Rüdiger Suchsland sieht in dem Film nicht nur eine gelungene Komödie, sondern dass Worst Case Scenario „vieles auf einmal“ wäre: „Einer der lustigsten Filme des Kinojahres, die Geschichte eines mehrfachen Kulturclashs, eine kluge Selbstreflexion des Kinos, und ein Kinofilm, der ganz auf die Improvisationskunst seiner Darsteller und des Kameramanns setzt.“ Der Film würde sich „als eine sehr nützliche Alltagsreflexion für Jedermann“ entpuppen, so Suchsland weiter. „Überleben im 21. Jahrhundert, das heißt: Aus den gegebenen Umständen das Beste zu machen. Vielleicht war es ja schon immer so. Aber wenn der Horizont von allen Lebenslügen freigeräumt ist, erkennt man das genauer. Ein »Worst Case Scenario« ist immer noch besser als gar kein Szenario.“

## Auszeichnungen
- 2014: Internationales Filmfest Oldenburg - Nominierung für den German Independence Award – Publikumspreis für Franz Müller
- 2016: Deutscher Schauspielpreis - Nominierung in der Kategorie Schauspielerin in einer komödiantischen Rolle für Laura Tonke
- 2016: Deutscher Schauspielpreis - Gewinner des Preises in der Kategorie Schauspieler in einer komödiantischen Rolle für Samuel Finzi